# Wes Ball
Pour les articles homonymes, voir Ball.
Wes Ball est un réalisateur, superviseur des effets spéciaux et producteur américain né le 28 octobre 1980.

## Biographie

### Jeunesse
Wes Ball a grandi dans la petite ville de Lake Como (Nord de la Floride (en)) et a étudié à l’Université d'État de Floride où il a obtenu une licence en production cinématographique.

### Carrière
Après la réalisation du court-métrage Ruin en 2012, la 20th Century Studios charge Wes Ball d'adapter le premier tome du cycle littéraire L’Épreuve de James Dashner. Le film, appelé Le Labyrinthe est sorti en 2014, est son premier long-métrage en tant que réalisateur. Fort du succès du film, premier au box-office américain la semaine de sa sortie, Ball réalise l'adaptation du second tome sortie en 2015. Il est responsable du troisième volet Le Remède mortel sorti en 2018 et qui a eu, comme les deux précédents, un fort succès.

## Cinéma

### Filmographie en tant que réalisateur
- 2012 : Ruin (court-métrage)
- 2014 : Le Labyrinthe (The Maze Runner)
- 2015 : Le Labyrinthe : La Terre brûlée (Maze Runner: The Scorch Trials)
- 2018 : Le Labyrinthe : Le Remède mortel (Maze Runner: The Death Cure)
- 2024 : La Planète des singes : Le Nouveau Royaume (Kingdom of the Planet of the Apes)
- 2027 : The Legend of Zelda